# Flo Rida
Tramar Lacel Dillard (Miami, Florida, 16 de septiembre de 1979), más conocido como Flo Rida, es un rapero, cantante y compositor estadounidense. Cuando era adolescente viajó por el mundo con el grupo de rap 2 Live Crew, y más tarde apareció en varios discos haciendo colaboraciones con varios artistas. En 2008, debutó como solista con su álbum Mail on Sunday, en el que se desprendió su primer sencillo Low con la colaboración de Slumdom Millionaire, que se convirtió en un éxito y se posicionó en el número uno del Billboard Hot 100 durante diez semanas consecutivas. Del mismo álbum destacaron dos sencillos más Elevator y In the Ayer, también con gran éxito. En 2009 lanza su segundo disco de estudio titulado R.O.O.T.S. en el que se desprende con gran éxito el sencillo Right Round, realizado junto a la cantante Kesha, que se mantuvo durante seis semanas consecutivas en Billboard Hot 100, siendo este su segundo número uno en su carrera. En 2021 representó a San Marino en el Festival de Eurovisión como artista invitado junto a la cantante Senhit con la canción 'Adrenalina'.

## Biografía
Dillard nació  en Carol City, Florida. En su adolescencia trabajó con un grupo de rap no local llamado 2 Live Crew. Más tarde formó su propio grupo llamado Groundhoggz. Su trabajo con 2 Live Crew llamó la atención de DeVante Swing (miembro de la banda Jodeci). Con él buscaron algún sello discográfico que lo acogiera pero fueron rechazados. Tras graduarse encontró varios trabajos fuera de la música. En el año 2001 fue a la Universidad de Nevada en Las Vegas durante dos años para luego dejar la universidad por la música. El mismo año volvió a Florida para retomar su carrera musical y luego firmar con el sello discográfico Poe Boy/Atlantic. En 2007 lanza su sencillo promocional Birthday, con la colaboración de Rick Ross para después el año siguiente lanzar su álbum debut, Mail On Sunday. 
En 2009 Flo Rida publica su segundo álbum de estudio, bajo el título de R.O.O.T.S., acrónimo de Route of Overcoming The Struggle (Ruta de Superación de La Lucha). El álbum se inspiraba en el duro esfuerzo realizado por el rapero hasta llegar al éxito. El primer sencillo del álbum lleva por título Right Round, una colaboración con la cantante Kesha, que fue tachada por la crítica como un tema misógino pero con el que consiguió un gran éxito en las listas de Estados Unidos, manteniéndose durante seis semanas en el número uno.
En 2010 aparece junto a David Guetta con Club can't handle me posicionándose durante muchas semanas en el número uno. También colaboró con Justice Crew, en la canción Come With Me. En su siguiente disco trabajó con la actriz y cantante mexicana Anahí publicado a mediados de 2012. Actuó en WrestleMania XXVIII interpretando los temas Good Feeling y Wild Ones junto a la artista Sia. 
El 23 de mayo de 2012, interpretó junto a Jennifer Lopez el sencillo Goin' In durante la temporada final de American Idol. El 4 de septiembre de 2012, actuó en el concierto de Jennifer López, junto a Enrique Iglesias en Miami. El 13 de septiembre de 2012, presentó su nuevo tema I Cry en el reality America's Got Talent.
También es disc jockey de música electrónica y productor discográfico especializado en sonido electropop y dance. Su carrera como Dj fue desconocida hasta que dio una breve entrevista a la televisión local de Florida, afirmando que en su tiempo libre se dedicaba a ser Dj. En 2000 grabó Red of See su primer sencillo en este estilo musical y en 2012 una de sus canciones más populares como Dj We dance up, estuvo en el ranking #200 de las mejores 500 canciones de electrónica. 
En 2021, representó junto con Senhit a San Marino en el Festival de Eurovisión, consiguiendo el tercer pase a la final de este país en su historia.
| Predecesor: Senhit con «Freaky!» | San Marino en el Festival de Eurovisión 2021 | Sucesor: Achille Lauro con «Stripper» |

## Discografía

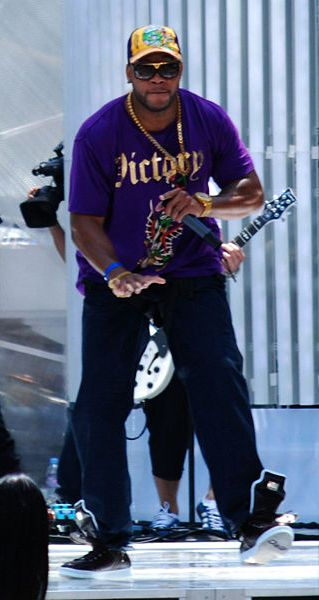
Flo Rida en el MuchMusic Video Awards 2008 en Toronto.

### Mixtapes
- 2007: Mr. Birthday Man (Hosted By DJ Khaled)

### Álbumes de estudio
- 2008: Mail on Sunday
- 2009: R.O.O.T.S.
- 2010: Only One Flo (Part 1)
- 2012: Wild Ones
- 2015: "My House"

### EP
- 2007: Low EP